# HD 67582
HD 67582，又名CD-44 4051，SAO 219422、HR 3187，是一颗恒星，视星等为5.05，位于銀經260.77，銀緯-7.01，其B1900.0坐标为赤經8h 3m 27.7s，赤緯-44° -7.01′ 38″。